# NXT TakeOver: WarGames IV
NXT TakeOver: WarGames IV è stata la trentaduesima edizione della serie NXT TakeOver, prodotta dalla WWE per il roster di NXT, e trasmessa in diretta sul WWE Network. L'evento si è svolto il 6 dicembre 2020 al Performance Center di Orlando (Florida).
A causa della pandemia di COVID-19 e delle misure necessarie per farvi fronte, l'evento si è svolto con la sola presenza del personale autorizzato e con quasi un centinaio di persone a livello fisico. L'evento è stato trasmesso inoltre nel Capitol Wrestling Center, dove, tramite una serie di pannelli a LED intorno all'arena, i fan da tutto il mondo hanno potuto assistere in diretta all'evento tramite collegamento remoto.
La serie di NXT TakeOver, riservata ai lottatori di NXT (settore di sviluppo della WWE), è iniziata il 29 maggio 2014, con lo show tenutosi alla Full Sail University di Winter Park (Florida) e trasmesso in diretta sul WWE Network.
Il nome dell'evento deriva da una vecchia stipulazione introdotta per la prima volta nella National Wrestling Alliance e ripresa successivamente nella World Championship Wrestling, ovvero il WarGames match.

## Storyline
Nella puntata di NXT del 21 ottobre Pat McAfee fece ritorno nello show giallo dopo un breve periodo di assenza, aiutando Oney Lorcan e Danny Burch a conquistare l'NXT Tag Team Championship contro i Breezango (Tyler Breeze e Fandango) e riesumando la sua rivalità con Adam Cole e l'Undisputed Era dopo che, poco prima, mise segretamente fuori gioco Bobby Fish e Roderick Strong nel backstage. Nella puntata speciale NXT Halloween Havoc del 28 ottobre il rientrante Pete Dunne effettuò un turn heel a sorpresa e si schierò con McAfee, Burch e Lorcan, colpendo brutalmente Kyle O'Reilly con una sedia. Nella puntata di NXT del 18 novembre l'Undisputed Era tornò al completo e attaccò McAfee, Dunne, Burch e Lorcan. Ciò portò il General Manager William Regal a sancire un WarGames match tra le due squadre per l'omonimo evento. Nella puntata di NXT del 25 novembre Dunne sconfisse O'Reilly in un Ladder match per ottenere il vantaggio delle entrate per il suo team a NXT TakeOver: WarGames.
Nella puntata di NXT del 14 ottobre Candice LeRae sconfisse Shotzi Blackheart dopo averla illegalmente colpita con un tirapugni, ottenendo così un match per l'NXT Women's Championship di Io Shirai. Nella puntata speciale NXT Halloween Havoc del 28 ottobre LeRae affrontò Shirai per il titolo in un Tables, Ladders and Scares match, ma venne sconfitta anche a causa della distrazione di Blackheart. La settimana successiva, LeRae si vendicò e causò la sconfitta di Blackheart contro Toni Storm. Dopo che LeRae, insieme a Dakota Kai e Raquel González, attaccò Ember Moon nella puntata di NXT del 18 novembre, il General Manager William Regal annunciò un WarGames match tra il Team Candice (LeRae, Kai, González e Storm) e il Team Shotzi (Blackheart, Moon e altre due atlete da stabilire). Nella puntata di NXT del 2 dicembre Shirai e Rhea Ripley si rivelarono essere le ultime due componenti del Team Shotzi, con la prima che, la sera stessa, aiutò Blackheart a sconfiggere González in un Ladder match per ottenere il vantaggio delle entrate per la propria squadra a NXT TakeOver: WarGames.
Nella puntata speciale NXT Halloween Havoc del 28 ottobre Johnny Gargano sconfisse Damian Priest in un Devil's Playground match, conquistando così l'NXT North American Championship per la seconda volta. Nella puntata di NXT dell'11 novembre Gargano perse tuttavia il titolo contro Leon Ruff anche a causa della distrazione di Priest ai suoi danni. La settimana seguente, Gargano affrontò Ruff nella rivincita ma perse per squalifica (e senza quindi riconquistare la cintura) dopo che Priest colpì intenzionalmente lo stesso Ruff. Nella puntata di NXT del 25 novembre il General Manager William Regal sancì dunque che Ruff avrebbe difeso il titolo contro Gargano e Priest in un Triple Threat match a NXT TakeOver: WarGames.
Nella puntata di NXT del 7 ottobre Cameron Grimes attaccò brutalmente Dexter Lumis dopo che questi sconfisse Austin Theory, poiché la settimana precedente, a suo dire, gli aveva mancato di rispetto. I due si scontrarono poi nella puntata speciale NXT Halloween Havoc del 28 ottobre in un House of Terrors match, dove fu Lumis a prevalere. Dopo che il loro Blindfold match del 18 novembre terminò in no-contest a causa della fuga di Grimes, Lumis attaccò lo stesso Grimes con una cintura di cuoio la settimana successiva, portando così il General Manager William Regal a sancire uno Strap match tra i due per NXT TakeOver: WarGames.
A completare la card fu il match tra Tommaso Ciampa e Timothy Thatcher, annunciato dopo che quest'ultimo attaccò brutalmente il primo durante la puntata di NXT del 2 dicembre.

## Risultati
| #    | Match | Stipulazioni                                              | Durata |
| ---- | --- | --------------------------------------------------------- | ------ |
| Dark | Legado del Fantasma ha sconfitto Ashante "Thee" Adonis, August Grey e Curt Stallion                                                                     | Six-man Tag Team match                                    | 7:48   |
| 1    | Team Candice (Candice LeRae, Dakota Kai, Raquel González e Toni Storm) ha sconfitto Team Shotzi (Ember Moon, Io Shirai, Rhea Ripley, Shotzi Blackheart) | WarGames match                                            | 35:22  |
| 2    | Tommaso Ciampa ha sconfitto Timothy Thatcher | Single match                                              | 16:46  |
| 3    | Dexter Lumis ha sconfitto Cameron Grimes per sottomissione                                                                                              | Strap match                                               | 12:52  |
| 4    | Johnny Gargano ha sconfitto Leon Ruff (c) e Damian Priest                                                                                               | Triple Threat match per l'NXT North American Championship | 17:28  |
| 5    | The Undisputed Era ha sconfitto Danny Burch, Oney Lorcan, Pat McAfee e Pete Dunne                                                                       | WarGames match                                            | 45:01  |